# Coupe des nations de rink hockey 1934
Navigation
Coupe des nations 1933 Coupe des nations 1935
La Coupe des nations de rink hockey 1934 est la 13e édition de la compétition. La coupe se déroule du 31 mars au 2 avril 1934 à Montreux.

## Déroulement
La compétition se compose d'un championnat à 4 équipes. Chaque équipe jouant une rencontre contre les trois autres.

## Résultats
|    | Équipes      | Pts | J | G | N | P | BP | BC | Diff |
| -- | ------------ | --- | - | - | - | - | -- | -- | ---- |
| 1º | HC Montreux  | 10  | 6 | 5 | 0 | 1 | 34 | 8  | 26   |
| 2º | Estugarda RC | 10  | 6 | 5 | 0 | 1 | 30 | 11 | 19   |
| 3º | Genéve RHC   | 3   | 6 | 1 | 0 | 4 | 15 | 29 | -14  |
| 4º | Roma HC      | 1   | 6 | 0 | 1 | 5 | 6  | 37 | -31  |

|              | ROM | GEN | EST | MON  |
| ------------ | --- | --- | --- | ---- |
| Roma HC      |     | 2-2 | 0-8 | 0-12 |
| Genéve RHC   | 4-2 |     | 1-6 | 3-7  |
| Estugarda RC | 5-1 | 7-5 |     | 2-3  |
| HC Montreux  | 6-1 | 5-0 | 1-2 |      |

## Classement final
| Classement | Équipe       |
| ---------- | ------------ |
|            | HC Montreux  |
|            | Estugarda RC |
|            | Genéve RHC   |
| 4          | Roma HC      |

| Vainqueur du tournoi de Montreux 1934 |
| ------------------------------------- |
| HC Montreux 3°                        |